# Silhouettea capitlineata
Silhouettea capitlineata es una especie de pez de la familia de los Gobiidae en el orden de los Perciformes.

## Morfología
Los machos pueden llegar a alcanzar los 1,6 cm de longitud total y las  hembras 2,14.

## Hábitat
Es un pez de mar y, de clima tropical y demersal.

## Distribución geográfica
Se encuentran en las Islas Marshall.

## Observaciones
Es inofensivo para los humanos. 